# Arsakidi (Armenija)
Ovaj članak govori o armenskoj dinastiji Arsakida, za istoimenu partsku dinastiju vidi: Partsko Carstvo
Armenska dinastija Arsakida ili Aršakuna (arm. Արշակունի, čit. Aršakuni) je vladala armenskim kraljevstvom od 54. do 428. godine.
Nekad je bila ogrankom iranskih partskih Arsakida, a onda su postali posebnom armenskom dinastijom. Arsakidski kraljevi su uz prekide vladali kroz kaotične godine nakon pada dinastije Artaksida od 62. kad je Tiridat I. Armenski osigurao arsakidsku vlast u Armeniji. Neovisni vladarski niz je uspostavio Vologaz II. Armenski (Valarses/Vagharshak) 180. godine.
Dva najvažnija događaja u armenskoj povijesti za vrijeme vlasti ove dinastije su konverzija Armenije na kršćanstvo koju je sproveo sveti Grgur Prosvjetitelj 301. i stvaranje armenskog pisma kojeg je napravio sveti Mesrop Maštoc 405. godine.

## Prvi armenski Arsakidi
Armenski Arsakidi se prvi put pojavljuju na armenskom prijestolju 12., kad je partski kralj Vonon I. bio izgnan iz Partije zbog njegove prorimske politike i zapadnjačkih manira.

Vonon I. je kratko zauzeo armensko prijestolje uz rimski pristanak, no Artaban II. je zahtijevao neka ga se ukloni s prijestolja. Budući da August se nije želio upustiti u rat s Partima, uklonio je Vonona I. s prijestolja i poslao ga je u Siriju.
U međuvremenu Artaban II. nije gubio vrijeme nakon što je uklonio Vonona I. Postavio je svog sina Oroda na armensko prijestolje. Tiberije nije namjeravao odustati od tampon država na istočnim granicama, pa je poslao svog nećaka i nasljednika Germanika na istok. Germanik je zaključio sporazum s Artabanom II., u kojem ga je priznao kraljem te države i prijateljem Rimljana.
Armenija je 18. došla pod Zena, sina Polemona I. Pontskog, koji je uzeo armensko ime Artaks (odnosno Zeno-Artaks).
Partsko Carstvo pod Artabanom II. je bilo previše zauzeto unutarnjim borbama da bi se usudilo suprotstaviti kralju kojeg su postavili Rimljani. Kroz cijelu armensku povijest gledano, Zenova vlast je bila upadljivo mirna.
Nakon Zenove smrti 34., Artaban II. je odlučio vratiti Arsacide na armensko prijestolje. Za to je izabrao svog najstarijeg sina Arsaka kao pogodna kandidata. No, njegovo nasljeđivanje armenskog prijestolja je osporavao njegov mlađi brat Orod kojeg je prije bio zbacio Zeno. Tiberije je brzo koncentrirao još postrojba na istočnu rimsku granicu. Tako je još jednom nakon desetljeća mira, Armenija postala pozornicom žestoka boja između dviju najvećih svjetskih sila u narednih 25 godina.
Tiberije je poslao Iberca (kavkaska Iberija) Mitridata koji je tvrdio da je arsacidske krvi. Mitridat je uspješno podvrgnuo Armeniju rimskoj vlasti i skinuo Arsaka s prijestolja nanijevši velika pustošenja zemlji. Iznenada, Mitridata su odveli nazad u Rim gdje su ga držali zarobljenikom. Armeniju su dali nazad Artabanu II. koji je svoje prijestolje predao mlađem sinu Orodu.
Još jedan građanski rat je izbio u Partiji nakon što je umro Artaban II. Partski. U međuvremenu je Mitridat Armenski vraćen na armensko prijestolje uz pomoć svog brata Farazmana I. i rimskih postrojba. Građanski se rat u Partiji nastavio nekoliko godina. Vremenom je Gotarz preuzeo prijestolje 45. godine.
Godine 51. je Mitridatov nećak Radamist (također znan i kao Gadam) izvršio invaziju na armensko kraljevstvo i ubio svog ujaka. Guverner rimske provincije Kapadocije Julije Pailin je odlučio pokoriti Armeniju, no zadovoljio se krunjenjem Radamista, koji ga je širokogrudno nagradio.
Ondašnji partski kralj Vologaz I. je vidio mogućnost te je krenuo u ratni pohod na Armeniju, pritom uspjevši natjerati Ibere povući se iz Armenije. Hladna zima koja je uslijedila je bila nešto previše za Parte koji su se također povukli, ostavljajujći tako otvorena vrata Radamistu ponovo zauzeti prijestolje. Prema Tacitu, nakon što je ponovo došao na vlast, Iberac je bio tako okrutan da su Armenci jurišali na palaču prisilivši Radamista otići izvan zemlje te je Vologaz I. stekao mogužnost postaviti svog brata Tiridata na prijestolje.

## Između Rima i Parta
Rimski car Neron, Nezadovoljan zbog utjecaja Partskog Carstva koje je raslo pred njegovim pragom, poslao je generala Gnaja Domicija Korbula s velikom vojskom na istoku radi uspostave klijentskih kraljeva (vidi rimsko-partski rat 58.-63.). Nakon što je Tiridat I. pobjegao, Rimljani su postavili svog klijentskog kralja Tigrana VI. Godine 61. napao je Adijabenu, koja je bila jedno od partskih vazalskih kraljevstava.
Vologaz I. Partski je ovo shvatio kao čin rimske agresije te je ponovo pokrenuo pohod radi vraćanja Tiridata I. na armensko prijestolje. U bitci kod Rhandeije 62. godine, opet je Korbul zapovijedao rimskim postrojbama. Umarširao je u Armeniju i postavio logor u Rhandeiji, gdje je dogovorio mir s Tiridatom, prema kojem mu se je priznalo naslov armenskog kralja, a njegov ustupak se sastojao u tome što je pristao biti rimskim klijentskim kraljem, što bi postao kad bi otišao u Rim gdje bi ga okrunio car Neron. Tiridat je vladao do smrti ili dok ga nisu svrgnuli oko 110. godine. Onda je partski kralj Hozroje I. Partski napao Armeniju i postavio svog nećaka Aksidara, sina prijašnjeg partskog kralja Pakora II. na mjesto armenskog kralja.
Budući da je Hozroje tako nasrnuo na područje koje je tradicionalno bilo utjecajnom sferom Rimskog Carstva, polustoljetni mir iz Neronovih vremena od je došao k svom svršetku te je uskoro izbio rat s novim rimskim carem Trajanom.
Trajan se je zaputio prema Armeniji listopada 113. godine da bi vratio rimskog klijentskog kralja u Armeniju. Izaslanici Hozroja I. su se sreli s njime u Ateni, obavijestivši ga da je Aksidar svrgnut i zamolivši ga neka dopusti Aksidarovom starijem bratu Parthamasiru doći na prijestolje. Trajan je odbio njihov prijedlog te je kolovoza 114. zauzeo Arsamosatu, mjesto za kojeg je Parthamasiris želio da ga okrune u njemu, no umjesto toga, Trajan je pripojio njegovo kraljevstvo i od njega napravio novu rimsku provinciju.
Parthamasiris je uklonjen i nešto poslije umro na tajnovit način.

## Vanjske poveznice
- Levon Zekiyan: Armenian History,  Arshakuni Dynasty
- Vahan M. Kurkjian: The Arshakuni Dynasty of Armenia